# 도미니크 바라텔리
도미니크 바라텔리(프랑스어: Dominique Baratelli, 1947년 12월 26일, 프로방스-알프-코트 다쥐르 지방 니스 ~)는 프랑스의 전 프로 축구 선수로, 현역 시절 골키퍼로 활약했다.

## 경력
니스 출신인 바라텔리는 카비갈 니스(Cavigal Nice)에서 축구를 시작하여 1967년에 프로 선수로 전향해 당시 1부 리그에 속해 있던 아작시오에 입단했다. 그는 1971년에 니스로 이적하여 1978년까지 활약하면서 첫 프랑스 국가대표팀 경기에 출전했다. 그는 1978년과 1982년 월드컵에 프랑스 대표로 참가했지만, 1978년 대회에서 아르헨티나전에 출전하는데 그쳤는데, 바라텔리는 당시 부상당한 장-폴 베르트랑-드만을 대신해 출전했고, 이 경기 결과는 1-2 패배였다.
1978년, 바라텔리는 파리 생-제르맹으로 둥지를 옮겨 1982년과 1983년에 쿠프 드 프랑스를 우승했고, 1985년에 현역에서 은퇴했다. 은퇴 후, 도미니크 바라텔리는 남부 프랑스 카뉴-쉬르-메르에서 유소년 지도자로 활동하고 있다.
그는 프랑스 국가대표팀 경기에 21번 출전했고, 25번 후보 선수로 대기했었다. 그는 593번의 프랑스 1부 리그 경기에 출전해(역대 최다 출전 4위) 2골도 기록했다.